# 奧里奧爾 (密蘇里州)
奧里奧爾（英語：Oriole）是位於美國密蘇里州開普吉拉多縣的非建制地區。

## 歷史
奧里奧爾的郵局於1879年設立，其後於1905年停運。

## 地理
奧里奧爾所處的海拔為高於海平面126米（即413英呎），而該地所採用的時區為UTC-6，即北美中部時區（CST）。同時該地設有夏令時間，為UTC-6調快一小時，即UTC-5（CDT）。